# Città del Wisconsin
Questa lista comprende i comuni (city, town e village) del Wisconsin, Stati Uniti d'America, e i principali census-designated place in ordine alfabetico e di contea.
I dati sono dell'USCB riferiti al 01-07-2006 (tranne i CDP riferiti al censimento del 2000).
La contea non è indicata laddove la località si divide tra due o più contee.

## Elenco
- Dalla lettera A alla B
- Lettera C
- Dalla lettera D alla F
- Dalla lettera G alla M
- Dalla lettera N alla P
- Dalla lettera Q alla R
- Dalla lettera S alla Z